# 柳田清二
- 栁田清二[注 1]

栁田 清二（やなぎだ せいじ、1969年〈昭和44年〉12月19日 - ）は、日本の政治家。長野県佐久市長（5期）。元長野県議会議員（3期）。元佐久市議会議員（3期）。

## 来歴
長野県佐久市野沢出身。長野県野沢北高等学校卒業。高校時代は応援団長をつとめた。1989年（平成元年）4月、衆議院議員の井出正一の秘書をつとめる。1993年（平成5年）3月、中央大学経済学部卒業。
1997年（平成9年）4月、佐久市議会議員選挙に立候補し、初当選。1999年（平成11年）4月、長野県議会議員選挙に無所属で立候補し初当選。2007年（平成19年）に3選。
2008年（平成20年）12月、任期満了に伴う佐久市長選挙に立候補する意向を表明。2009年（平成21年）2月、三浦大助市長から出馬要請を受けた長野県佐久地方事務所長の木曽茂が市長選に立候補する意向を表明。同年4月19日執行の市長選で木曽を破り初当選した。
※当日有権者数：人 最終投票率：77.41%（前回比：-2.24pts）
| 候補者名 | 年齢 | 所属党派 | 新旧別 | 得票数   | 得票率 | 推薦・支持 |
| -------- | ---- | -------- | ------ | -------- | ------ | ---------- |
| 栁田清二 | 39   | 無所属   | 新     | 34,842票 | 57.77% |            |
| 木曽茂   | 60   | 無所属   | 新     | 25,466票 | 42.23% |            |

2013年（平成25年）、国際協力機構（JICA）東京国際センター前所長の花里信彦、前市議の柳沢重也らを破り再選。
※当日有権者数：79,366人 最終投票率：69.57%（前回比：-7.84pts）
| 候補者名 | 年齢 | 所属党派 | 新旧別 | 得票数   | 得票率 | 推薦・支持 |
| -------- | ---- | -------- | ------ | -------- | ------ | ---------- |
| 栁田清二 | 43   | 無所属   | 現     | 28,601票 | 52.52% |            |
| 花里信彦 | 53   | 無所属   | 新     | 21,362票 | 39.22% |            |
| 柳沢重也 | 67   | 無所属   | 新     | 4,498票  | 8.26%  |            |

2017年（平成29年）、前回戦った花里信彦を破り3選。投票率はこれまで過去最低の66.93％を記録した。
※当日有権者数：81,306人 最終投票率：66.93%（前回比：-2.64pts）
| 候補者名 | 年齢 | 所属党派 | 新旧別 | 得票数   | 得票率 | 推薦・支持 |
| -------- | ---- | -------- | ------ | -------- | ------ | ---------- |
| 栁田清二 | 47   | 無所属   | 現     | 29,221票 | 54.15% |            |
| 花里信彦 | 57   | 無所属   | 新     | 24,740票 | 45.85% |            |

同8月、全国青年市長会会長に就任。2018年（平成30年）8月、同退任。
2020年（令和2年）11月26日、定例市議会にて任期満了に伴い2021年4月11日に投開票される佐久市長選に立候補することを表明した。
2021年（令和3年）4月4日に告示された佐久市長選挙にて、他に立候補者がなく、無投票で4選が確定した。
2025年（令和7年）4月6日に告示された佐久市長選挙にて、新人に大差を付け5選。投票率は過去最低の52.82％を記録した。
※当日有権者数：80,145人 最終投票率：52.82%（前回比：pts）
| 候補者名 | 年齢 | 所属党派 | 新旧別 | 得票数   | 得票率 | 推薦・支持 |
| -------- | ---- | -------- | ------ | -------- | ------ | ---------- |
| 栁田清二 | 55   | 無所属   | 現     | 34,499票 | 85.04% |            |
| 草間重男 | 75   | 無所属   | 新     | 6,071票  | 14.96% |            |

## 政策・人物
- 2010年（平成22年）に第4子の出生を受けて、6月5日から9日までの5日間の育児休暇を取得した。当時は自治体首長の男性が育児休暇を取得した例は、同年4月に成澤廣修文京区長が行ったのが初のケースであり、賛否両論に評価が分かれた。柳田は男性の育児休暇に関して、「まとまった休みを取るよりは短期間の育休を複数回取るのが、現実的である」と述べている[要出典]。

- 2013年（平成25年）の佐久市長選の前後で柳田を誹謗中傷する怪文書が一部地区の家庭に投函されるという事件があった。新聞などで当事案が取り上げられることはなかったが、現在でも多くの電子掲示板やSNSに当時の事件に対する書き込みが残されている[要出典]。

- 平成26年の大雪の際にTwitterを活用して、固有のハッシュタグを使用して市民から送られた被災状況を元にして現地に職員や消防団員などを派遣して災害対応に当り、また自身のTwitterアカウントで復旧進捗状況を報告するなどの行動を行った。結果的に長野県知事に対する迅速な自衛隊災害派遣要請へと繋がった。自治体首長によるTwitterを活用したリアルタイムな災害対応事例はこれまでに行われた例がなく、高い評価を受けた[10][11]。同様の活動は令和元年東日本台風を始め、佐久市や周辺地域で災害が起こった場合に頻繁かつ継続的に行われている。

- 2020年（令和2年）1月31日、東京高検の黒川弘務検事長の定年を延長する閣議決定がされる[12][13]。同年5月8日、自民党が検察庁法改正案の審議を強行。この動きを受けて「＃検察庁法改正案に抗議します」というハッシュタグを付けたツイートが一日ほどで約500万件に上がるなど、世論の反発が強まる中[14]、5月12日、柳田は自身のTwitterに以下の投稿を行った。柳田の投稿はすぐに地元紙に取り上げられ[15]、リツイート数も2日で3千を超えた。

- 2020年（令和2年）5月18日、新型コロナウイルス感染症の拡大を受け、自身の同年6月から2021年3月までの月額給与を20％減額すると発表した。副市長、教育長も10％を同期間に減額する[17]。

- 2021年（令和3年）12月13日、柳田と小諸市の小泉俊博市長は長野地方法務局佐久支局を訪れ、インターネット上に佐久市と小諸市の特定の地域が同和地区であるとして動画や写真が掲載されていることが「差別を助長する」として削除を求める要望書を手渡した[18]。柳田は「許さないという社会意志の貫徹」と述べている[18]。

- 2022年（令和4年）5月6日、世界平和統一家庭連合（旧統一教会）系列の「世界日報」の電子版が、柳田のインタビュー記事を配信。柳田は循環バス廃止とデマンド交通実施について語った[19]。

- 2022年（令和4年）5月21日、千曲市の小川修一市長、上田市の土屋陽一市長、東御市の花岡利夫市長、小諸市の小泉俊博市長と公務で会食。5月23日、柳田は発熱や倦怠感があり、検査をしたところ、新型コロナウイルス感染が確認された。このため前述の4人の市長は自宅待機となった[20]。

- 2022年（令和4年）9月27日に挙行された故．安倍晋三元首相の国葬儀に際して、佐久市としては半旗の掲揚はしないとTwitter上で述べた。理由として、「論争を呼び、安倍元首相と旧統一教会との関係を市民の話題としながら対立の中で半旗掲揚することは、弔意を表現するシーンになりえない。」と語り、これに対する市民の反応は賛否が分かれている[21]。一方で、長野県庁や長野市、上田市、千曲市、東御市など16の市町村では半旗の掲揚が行われ、県内でも判断が分かれるところとなった[22]。

- 2024年（令和6年）9月16日付の信濃毎日新聞社の記事、『選択的夫婦別姓、長野県内の首長は78％が容認　全国でも前向きな自治体トップは78％』[23]に関連して、柳田は「私は選択的夫婦別姓には極めて慎重です。」とXにて投稿した。信濃毎日新聞の記事中でも佐久市は選択的夫婦別姓制度を認めるべきか尋ねると「どちらかといえばそう思わない」と回答したとされた。

- 2024年（令和6年）9月17日に更新されたX（旧Twitter）にて、同年9月14日に公務中に左半身のしびれを感じ受診したところ、脳内出血と診断され、以後入院中であることが報告された。

- 2025年（令和7年）7月20日に実施された参議院議員選挙で参政党が躍進した事に対し、自身もSNSを活用した政治活動を行っている事を踏まえ、参政党支持者ではないが主張や理念、活動の合理性に一定の理解を見せた。また、今後の佐久市議会議員選挙や佐久市長選挙に参政党候補が現れた場合には対策を検討するとした。

## 栄典
- エストニア:テッラ・マリアナ十字勲章 - （2021年）
- モンゴル:ナイラムダル（友好）勲章 - （2013年）

## 関連書籍
- 市長の夢 19人の青年市長[24]日本ドリームプロジェクト（編）『市長の夢―19人の青年市長×きむ』いろは出版、2010年9月。ISBN 978-4902097344。